# 아트센터 인천

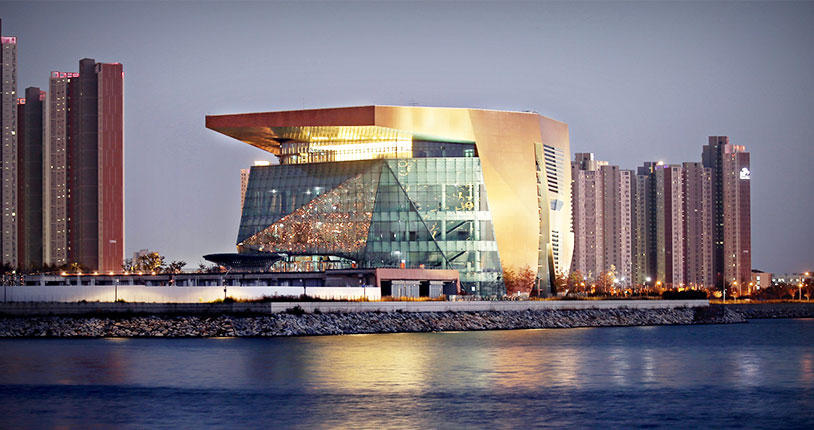
아트센터 인천 전경

아트센터 인천은 인천 송도 국제도시에 위치한 글로벌 복합문화공간이다. 마에스트로의 지휘하는 손 모습에서 영감을 얻어 설계되었다.

## 역사
'아트센터 인천' 콘서트홀은 송도국제업무지구 문화단지 1단계 사업으로 지어졌다. 지하2층~지상7층, 연면적 5만1977m²규모에 1,727석을 갖추었다. 2009년 6월 착공하여 2016년 12월 29일에 준공 완료했다. 2018년 11월 정식 개관을 확정했다. 
개관 기념 공연으로 인천시립교향악단과 명문 산타 체칠리아 오케스트라, 클래식계의 슈퍼스타 피아니스트 조성진 등이 참여한다. 
'아트센터 인천'은 향후 문화단지 2단계 사업인 오페라하우스와 뮤지엄 건립을 준비중이다.